# 舟形长带蛤
舟形长带蛤（学名：Agriodesma navicula），是笋螂目波浪蛤科Agriodesma的一种。主要分布于韩国、中国大陆，常栖息在水深36-46米。